# Albertino Etchechury
Albertino Etchechury (* 16. Juli 1936 in Rivera) ist ein ehemaliger uruguayischer Leichtathlet.

## Karriere
Die 1,68 Meter große Etchechury war in den Laufdisziplinen auf den Mittel- und Langstrecken aktiv. Er nahm mit der uruguayischen Mannschaft an den Panamerikanischen Spielen 1963 in São Paulo teil. Dort gewann er die Bronzemedaille im 3000-Meter-Hindernislauf, wurde 6. über 1500 Meter und 7. auf der 5000-Meter-Strecke. 1965 wurde er jeweils Vizesüdamerikameister über 1500 Meter und im 3000-Meter-Hindernislauf bei den Südamerikameisterschaften in Rio de Janeiro. Bei den Leichtathletik-Südamerikameisterschaften 1967 sicherte er sich über 1500 Meter die Bronzemedaille und holte 3000-Meter-Hindernis-Silber. In jenem Jahr wird er teilweise auch als Sechstplatzierter über 3000 Meter Hindernis bei den Panamerikanischen Spielen 1967 im kanadischen Winnipeg geführt. Das Nationale Olympische Komitee Uruguays führt bei dieser Veranstaltung allerdings einen Sportler namens Martino Etchechury.
Jedenfalls gehörte er aber dem uruguayischen Aufgebot bei den Olympischen Spielen 1968 in Mexiko-Stadt an. Bei den Spielen belegte er in seinem Vorlauf den 9. Platz auf der 3000-Meter-Hindernis-Strecke und schied damit aus dem weiteren Wettbewerb aus. Seine Karrierebestleistung über 3000 Meter Hindernis stammt aus dem Olympiajahr, als er die Strecke in einer Zeit von 9:05,7 min bewältigte.

## Erfolge
- 3. Platz Panamerikanische Spiele: 1963 - 3000 Meter Hindernis
- 2. Platz Südamerikameisterschaften: 1965, 1967 - 3000 Meter Hindernis; 1965 - 1500 Meter
- 3. Platz Südamerikameisterschaften: 1967 - 1500 Meter

## Persönliche Bestleistungen
- 3000 Meter Hindernis: 9:05,7 min, 1968